# Magalie Lefebvre Jean
Magalie Lefebvre Jean est une écrivaine et professeure québécoise. 

## Biographie
Née d'un père haïtien et d'une mère québécoise, Magalie Lefebvre Jean a obtenu son baccalauréat multidisciplinaire en sciences sociales, études féministes et anthropologie de l'Université du Québec à Montréal et de l'Université Laval ainsi qu'une maîtrise en en sociologie avec une spécialisation en études féministes et de genre de l'Université d'Ottawa. Elle est aussi professeure de sociologie au Cégep de Rivière-du-loup dans les programmes de sciences humaines et de gestion et intervention en loisir et chargée de cours au baccalauréat en développement des sociétés et territoires de l'Université du Québec à Rimouski. En 2023, elle a été sélectionnée pour représenter le Canada à New York dans le cadre de la 67e Commission de la condition de la femme des Nations unies. En 2024, elle reçoit le prix Radio-Canada Caroline Dawson dont l'objectif est de récompenser l'ouvrage d'une personne écrivaine francophone issue de la diversité. Son ouvrage a été choisi à l'unanimité par un jury composé de Gabriella Kinte Garbeau, de Jennifer Bélanger et de Kev Lambert. 

## Œuvre
Son premier ouvrage Ni comme ma mère, ni comme mon père : chroniques d’une femme biraciale farouche est paru en 2023 aux éditions Hurlantes éditrices. Selon Maïka Sondarjee, l'essai serait « le premier livre sur la biracialité en français, et définitivement le premier ancré au Québec. » L'essai aborde des thématiques en lien avec l’ambiguïté raciale, l'affirmation de soi, le racisme et le sexisme systémiques en présentant le témoignages de quatre femmes biraciales.

## Prix et récompenses
2024 : prix Radio-Canada Caroline-Dawson